# Сами по себе (Подпольная империя)
«Сами по себе» (англ. «Ourselves Alone») — второй эпизод второго сезона телесериала канала HBO «Подпольная империя», премьера которого состоялась 2 октября 2011 года. Сценарий к эпизоду был написан Говардом Кордером, а режиссёром стал исполнительный продюсер Дэвид Петрарка.

## Сюжет
Наки освобождён из тюрьмы, и осознаёт, что от него отступились ключевые союзники, включая его брата Илая и Джимми, перешедшие на сторону Коммодора. Маргарет, в маскировке, активно помогает Нак, уносит из его рабочего офиса изобличающие документы, пока их ищут правительственные агенты. Джимми приезжает в Нью-Йорк для обсуждения новых деловых предложений с Ротштейном, которые по сути заменят Наки на Джимми в качестве поставщика. Впоследствии, Джимми играет в карты с Лучано и Лански, которые предлагают распространять героин. После игры, Джимми убивает парочку шулеров из мафии, которые пытаются ограбить его. Мелок, находясь ещё в тюрьме, подвергнут дразнению и нападению другого заключённого из другого города. Его влияние проявляется тогда, когда все его сокамерники встают на его защиту.

## Реакция
Эпизод получил в основном положительные отзывы. The A.V. Club дал эпизоду оценку B+, говоря: "Вот такие моменты - Джимми в офисе Ротштейна, Джимми за игрой в покер, Мелок в камере с Пёрнсли - то, что делает «Подпольную империю» лучше, чем её недоброжелатели того позволяют." IGN дал эпизоду оценку 8 из 10, отмечая улучшенный темп: "«Сами по себе» кажется прямым ответом тем, у кого были проблемы с общим темпом в предыдущем сезоне, жалуясь на то, что шестерни политической машины Наки оказались слишком медленными. Это только второй эпизод нового сезона, а Наки уже замышляет месть против тех, кто бросил ему вызов."